# Passo rigido
Il termine passo rigido definisce nel gergo tecnico ferroviario la distanza tra il primo e l'ultimo degli assi, di un rotabile ferroviario di qualsiasi genere, montati su uno stesso carro o carrello, che non hanno possibilità di traslare assialmente in alcun modo.
Il passo rigido pertanto è tendenzialmente nocivo ai fini dell'inscrivibilità nelle curve e nella tecnica costruttiva attuale tende ad essere ridotto o eliminato. Era presente nelle costruzioni ferroviarie più antiche soprattutto nel gruppo di sale motrici e accoppiate delle locomotive a vapore e quando raggiungeva valori lineari elevati si ricorreva all'asportazione del bordino delle ruote centrali per migliorare l'inscrivibilità in curva del rotabile.
L'uso di carri articolati e di carrelli nella costruzione delle locomotive ha ridotto in seguito il passo rigido a valori medi di circa 3 m.